# 徐园子乡
徐园子乡，是中华人民共和国山東省德州市庆云县下辖的一个乡镇级行政单位。

## 行政区划
徐园子乡下辖以下地区：
徐园子村、小赵村、巴沽村、后赵村、东赵村、周家村、柴家村、孙家村、邢家村、蒋家村、闫枣行村、龙王庙村、西刘村、东刘村、张培元村、苏家村、后道口村、东安务村、西安务村、后安务村、刘贵村、黄道口村、杨道口村、马古台村、东袁村、赵集村、西袁村和大袁村。